# حارة مزنوقة (فلم)
حارة مزنوقة هو فيلم مصري-كوميدي، من إخراج بيتر ميمي ومحمد بدير وتأليف مصطفى حمدي. الفيلم من بطولة أحمد فتحي وعلا غانم وأيمن منصور وسعيد طرابيك. أُجّل عرض الفيلم أكثر من مرة، وكان مقرراً عرضه في موسم عيد الفطر لعام 2015. حقق الفيلم ردود فعل جيدة من النقاد، وحقق أكثر من 100 الف جنية مصري في إسبوعه الأول.

## ملخص القصة
تدور الأحداث حول هايدي التي تقوم بأعمال غير مشروعة، وتقوم بإيقاع ثلاثة من الشباب من أبناء الطبقة الشعبية وتورطهم في أعمالها وتقوم بإستغلالهم، وهم يوسف فطوطة ونادر المتر وشعبان حفيد الناجي.

## طاقم العمل
- أحمد فتحي بدور شعبان حفيد الناجى
- علا غانم بدور هايدي
- أيمن منصور بدور يوسف فطوطه
- سعيد طرابيك
- إسماعيل فرغلي بدور الدكتور
- هناء الشوربجي
- محمد شرف بدور سماجه
- جمال حجازي
- بدرية طلبة
- فاطمة كشري بدور ام يوسف
- ولاء الشريف
- محمد الشربينى
- مريهان مجدي (كوكي) بدور راندا
- محمد هشام عامر (منتج وممثل)
- خالد حمزاوي بدور نادر
- مصطفى درويش:رشوان

## العرض الخاص بالفيلم
احتفل صناع فيلم «حارة مزنوقة» بــالعرض الخاص للعمل مساء يوم 11 أغسطس 2015 داخل سينما مول العرب، وذلك وسط غياب بطلة الفيلم النجمة علا غانم. وحضر العرض من أبطال الفيلم حسناء سيف الدين وعمرو عبدالعزيز وخالد حمزاوي وأحمد فتحي وأيمن منصور ومحمد أحمد ماهر والمخرج بيتر ميمي. وسجل العرض الخاص للفيلم الظهور الأول للممثلة الشابة ميرهان مجدي، وذلك بعد إنجابها لطفلها الأول من زوجها لاعب كرة القدم إسلام صيام.

## الدعاية والأعلان

### الأغنية الدعائية للفيلم
طرح المنتج محمد هشام عامر الأغنية الدعائية لفيمله الجديد «حارة مزنوقة» والتي يغنيها المطرب نادر أبو الليف، وذلك قبل طرح الفيلم بدور العرض يوم 11 أغسطس 2015. الأغنية تحمل اسم الفيلم «حارة مزنوقة» وهي من كلمات خالد الشيباني وألحان حسن دنيا وتوزيع ريمون فايق، والكليب يعتمد على لقطات من الفيلم حيث تعد هي الأغنية الدعائية للعمل.

### الأعلان الدعائي الأول للفيلم
طرح المخرج بيتر ميمي الإعلان الدعائي الأول لفيلمه الجديد «حارة مزنوقة»، والمقرر عرضه خلال موسم عيد الفطر المقبل، واستعان بيتر ميمي في البرومو الدعائي بصوت الرئيس المعزول محمد مرسي صاحب الجملة الشهيرة «حارة مزنوقة» والتي تحمل اسم الفيلم.

### الملصق الدعاءي للفيلم
طرحت الشركة المنتجة لفيلم«حارة مزنوقة» الأفيش الدعائي للعمل الذي تقرر طرحه في موسم عيد الفطر القادم، وذلك بعد الانتهاء من التصوير منذ فترة طويلة، وتأجيل العرض أكثر من مرة، إلا أنه مؤخرًا أصبح جاهزًا للعرض وحصل على إجازة الرقابة بدون أية ملاحظات. وتصدر الأفيش أبطال الفيلم وعلى رأسهم علا غانم والفنان أحمد فتحي ومعهم خالد حمزاوى وأيمن منصور، ومن المقرر أن تقوم الشركة المنتجة بطرح إعلان الفيلم الأسبوع المقبل لبدء عمليات الدعاية، بالإضافة إلى طرح الأغنية التي قام بغنائها أبو الليف كوسيلة للدعاية للفيلم.

## صدور الفيلم
قررت الشركة المنتجة لفيلم «حارة مزنوقة» الذي تقوم ببطولته الفنانة علا غانم طرحه في السينمات ابتداءً من يوم 5 أغسطس 2015، لينافس في موسم الصيف هذا العام. وكان هناك اتجاه داخل الشركة لطرحه خلال موسم عيد الفطر 2015، حيث كان مقرر طرح الفيلم بدور العرض السينمائية بمصر ابتداءً من أول أيام عيد الفطر، حيث يدخل العمل السباق بجانب 5 أفلام أخرى، هي «حياتى مبهدلة» لـمحمد سعد، وفيلم النجم هاني رمزي «نوم التلات»، وفيلم «سكر مُر»، وفيلم «شد أجزاء»، وفيلم النجم أحمد عز «ولاد رزق».إلا أنه تم تأجيله بسبب وجود أكثر من فيلم لنجوم شباك في الموسم.

## الأغاني
- حارة مزنوقة - غناء نادر أبو الليف - الشاعر خالد الشيباني - الملحن حسن دنيا
- السكر برة - غناء هدى - كلمات إسلام خليل - ألحان عصام كاريكا

## روابط خارجية
- مقالات تستعمل روابط فنية بلا صلة مع ويكي بيانات